# Máy bay tiêm kích ban đêm

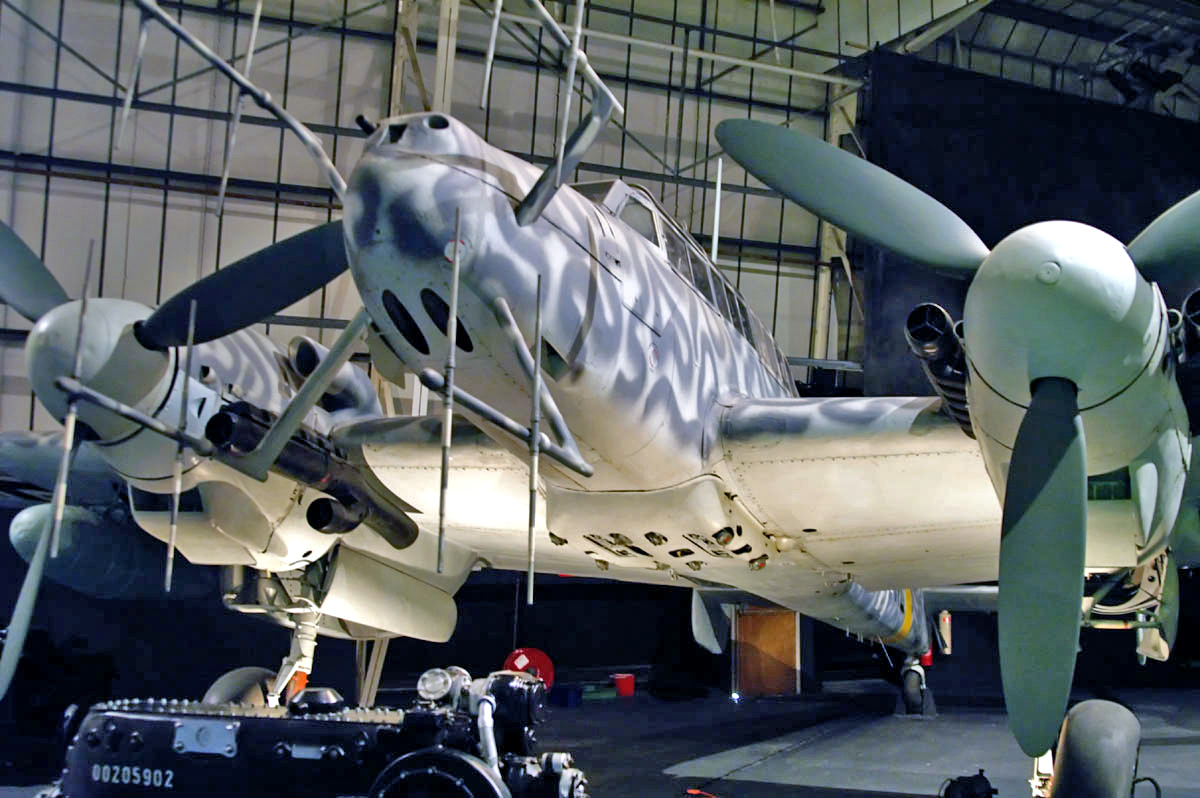
Máy bay tiêm kích bay đêm Bf 110G-4 của Đức tại Bảo tàng Không quân Hoàng gia ở London.

Một máy bay tiêm kích ban đêm (hay cũng gọi là máy bay tiêm kích mọi thời tiết) là một máy bay tiêm kích được thiết kế để sử dụng vào ban đêm hay trong các điều kiện tầm nhìn xấu do các nguyên nhân khác nhau gây ra.
Những máy bay tiêm kích ban đêm được sử dụng nhiều trong suốt Chiến tranh thế giới II, loại máy bay này được trang bị radar để tăng cường khả năng chiến đấu. Trước đó, thành phần chính của lực lượng phòng không ban đêm là những đèn pha và pháo phòng không, cùng với nỗi lo mất điện cho đèn. Sau đó máy bay tiêm kích ban đêm không còn giữ vai trò quan trọng như một lớp máy bay riêng biệt, do khả năng tấn công ban đêm của mọi máy bay tiêm kích đều được cải thiện.
Vai trò này có yêu cầu đặc trưng là sử dụng radar, đèn hiệu sân bay cũng như những máy định hướng để tìm thấy sân bay trong ban đêm và những thiết bị thông tin liên lạc và sự chiếu sáng bên trong buồng lái. Loại máy bay này thường yêu cầu hai động cơ để vận hành, điều này đáng chú ý vì nó để lại khoang mũi máy bay cho việc lắp đặt radar. Nhiều máy bay tiêm kích ban đêm được chuyển đổi từ những thiết kế tiêm kích hạng nặng trước đó và một vài máy bay ném bom; ví dụ như Bristol Beaufighter và de Havilland Mosquito. Một vài chiếc được thiết kế đặc biệt cho vai trò máy bay tiêm kích ban đêm như P-61 Black Widow.
Trong suốt Chiến tranh Thế giới II, Không quân Đức đã thử nghiệm với những máy bay một động cơ cho vai trò này, chúng được gọi là Wilde Sau (leo rừng). Trong lớp vỏ của những máy bay tiêm kích, điển hình như những chiếc Focke-Wulf Fw 190, chỉ được trang bị với một máy định hướng. Để tìm thấy các mục tiêu là các máy bay khác, những hướng dẫn chỉ điểm mục tiêu cho mặt đất là ném pháo sáng trước những máy bay ném bom hay đơn giản chỉ là đợi các máy bay này bay qua những thành phố đang cháy. Hải quân Hoa Kỳ đã lắp radar vào dưới cánh của máy bay tiêm kích một động cơ F6F Hellcat vào cuối cuộc chiến, loại máy bay này đã hoạt động thành công tại chiến trường Thái Bình Dương.
Những máy bay tiêm kích ban đêm tồn tại như một lớp riêng biệt cho đến thập niên 1960. Với sự phát triển không ngừng của kỹ thuật hàng không quân sự, những máy bay tiêm kích đánh chặn trang bị radar có thể đảm nhiệm vai trò của máy bay tiêm kích ban đêm và lớp máy bay tiêm kích ban đêm đã đi vào suy tàn. Những máy bay đánh chặn/tiêm kích ban đêm có thể kể đến Avro Arrow, Convair F-106 Delta Dart và English Electric Lightning. Sự phát triển của máy bay đã làm lu mờ vai trò của loại máy bay tiêm kích ban đêm/đánh chặn, chúng đã bị các thiết kế quy ước thay thế trong các đơn vị. Chỉ có một thiết kế duy nhất còn được sử dụng cho vai trò này là MiG-31 của Nga. Khi những chiếc F-14 Tomcat của Hải quân Mỹ ngừng hoạt động, chúng chỉ đã hoàn thành một vai trò tương tự. Trong cả hai trường hợp chúng đều cần đến những hoạt động hỗ trợ tại những phạm vi lớn – ngoài tầm của tên lửa đối với Hoa Kỳ và xuyên qua Siberia đối với Nga – mà không thể được hoàn thành bởi những máy bay nhỏ.

## Chiến tranh Thế giới I
- Sopwith Camel (Comic)

## Chiến tranh Thế giới II

### Đức
- Dornier Do 217J, 217N
- Focke-Wulf Ta 154
- Heinkel He 219
- Junkers Ju 88C, Ju 88G
- Messerschmitt Bf 110F-4, 110G-4
- Messerschmitt Me 262

### Nhật Bản
- Nakajima J1N Gekko (月光)

### Liên Xô
- Yakovlev Yak-9M PVO

### Vương quốc Anh
Không trang bị radar:
- Boulton Paul Defiant

Trang bị radar:
- Bristol Blenheim
- Bristol Beaufighter (1940)
- de Havilland Mosquito (1942)
- Gloster Meteor (1944)

### Hoa Kỳ
- F6F-5N Hellcat
- Grumman F7F-2N, F7F-3N
- P-38M "Night Lightning"
- P-61 Black Widow